# Issoudun-Létrieix
Issoudun-Létrieix là một xã thuộc tỉnh Creuse trong vùng Nouvelle-Aquitaine miền trung nước Pháp. Xã này nằm ở khu vực có độ cao trung bình mét trên mực nước biển.

## Địa lý
Thị trấn có cự ly 7 dặm (11 km) về phía bắc Aubusson, gần giao lộ của D54 và tuyến đường D94. Xã nằm trong thung lũng sông Creuse.

## Dân số
| 1962                                                        | 1968 | 1975 | 1982 | 1990 | 1999 | 2005 |
| ----------------------------------------------------------- | ---- | ---- | ---- | ---- | ---- | ---- |
| 401                                                         | 452  | 387  | 341  | 287  | 277  | 282  |
| Số liệu điều tra dân số từ năm 1962 Dân số chỉ tính một lần |      |      |      |      |      |      |

## Địa điểm nổi bật
- Nhà thờ thế kỷ 13.
- Lâu đài thế kỷ 15 Haute-Faye.